# Fintro-Literaturpreis
Der Fintro-Literaturpreis (flämisch: Fintro Literatuurprijs), bis 2013 Goldene Büchereule (De Gouden Boekenuil), ist ein belgischer Preis für original-niederländischsprachige Literatur. 

## Entwicklungen
Erstmals wurde der Literaturpreis 1995 vergeben. Von Beginn an bis 2010 trug er den Namen Gouden Uil (Goldene Eule), wurde aber nach einer Finanzierungskrise 2012 unter dem neuen Namen De Gouden Boekenuil weitergeführt. In den ersten fünf Jahren hatte der Goldene Eule-Preis drei Sparten: Belletristik-Roman, Kinder- und Jugendbuch und Sachbuch. Ab 2000 wurde statt der Sachbuch-Auszeichnung ein Leserjurypreis ausgelobt. Dies blieb dann über die folgenden neun Jahre genauso. Ab 2009 wurde zusätzlich ein Jugendleserpreis verliehen. Die Ausweitung hielt indes nur über zwei Jahre, da die Finanzierung wegbrach. Im Jahr 2011 gab es keine Preisvergabe. Ab 2012 wurde dieser Literaturpreis dann abgespeckt mit nur noch zwei Kategorien weitergeführt: 'De Gouden Boekenuil'-Literaturpreis und -Leserjurypreis. Der Hauptpreisträger erhält 25.000 Euro und eine Kunstwerk-Statuette, der über das Votum von hundert ausgewählten Lesern ermittelte Publikumspreisträger erhält 2.500 Euro und ein nobles Handschrift-Schreibgerät.

## Preisträger
- 1995  – Gouden Uil (1995–2010)

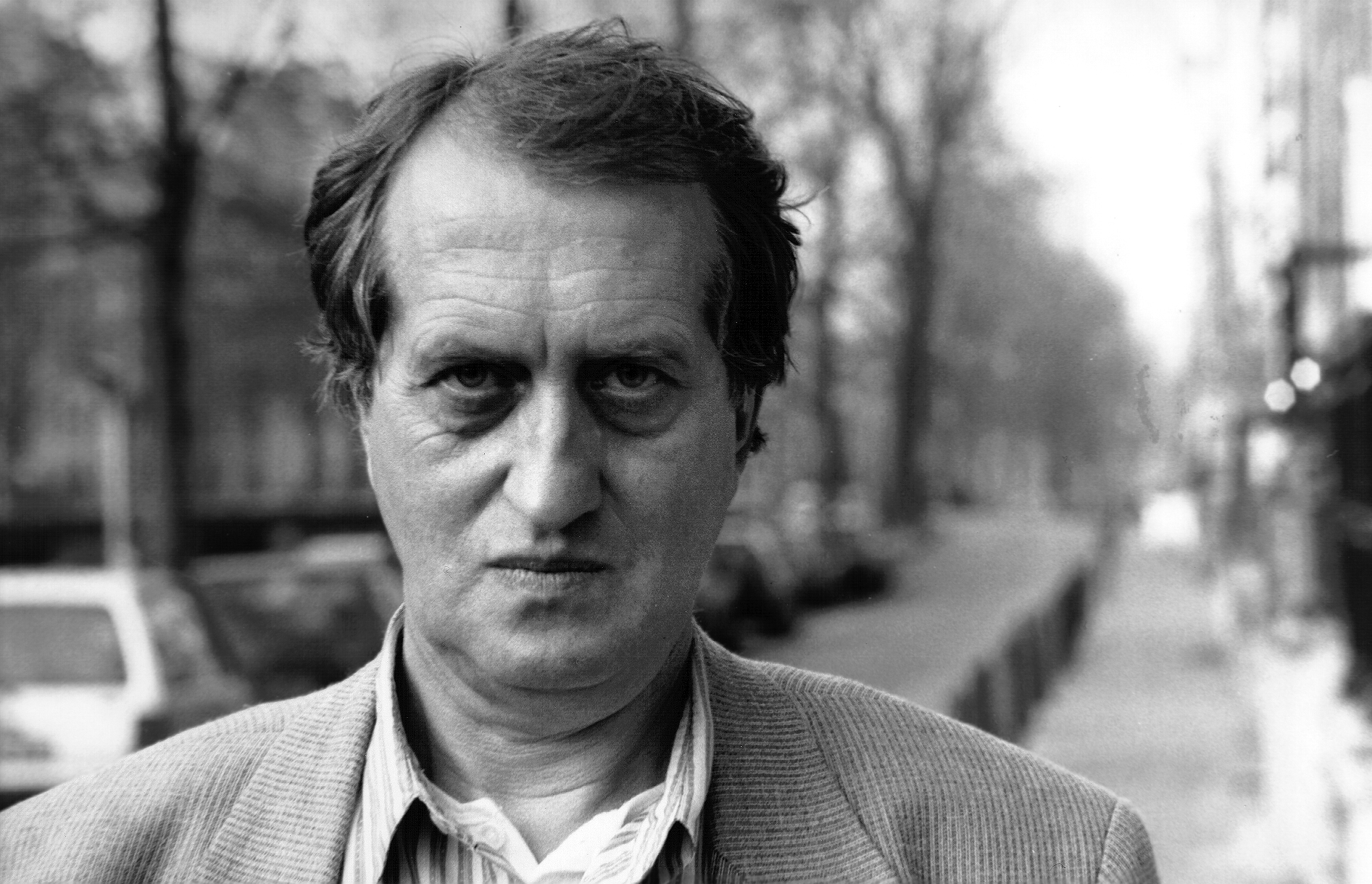
Gerrit Komrij

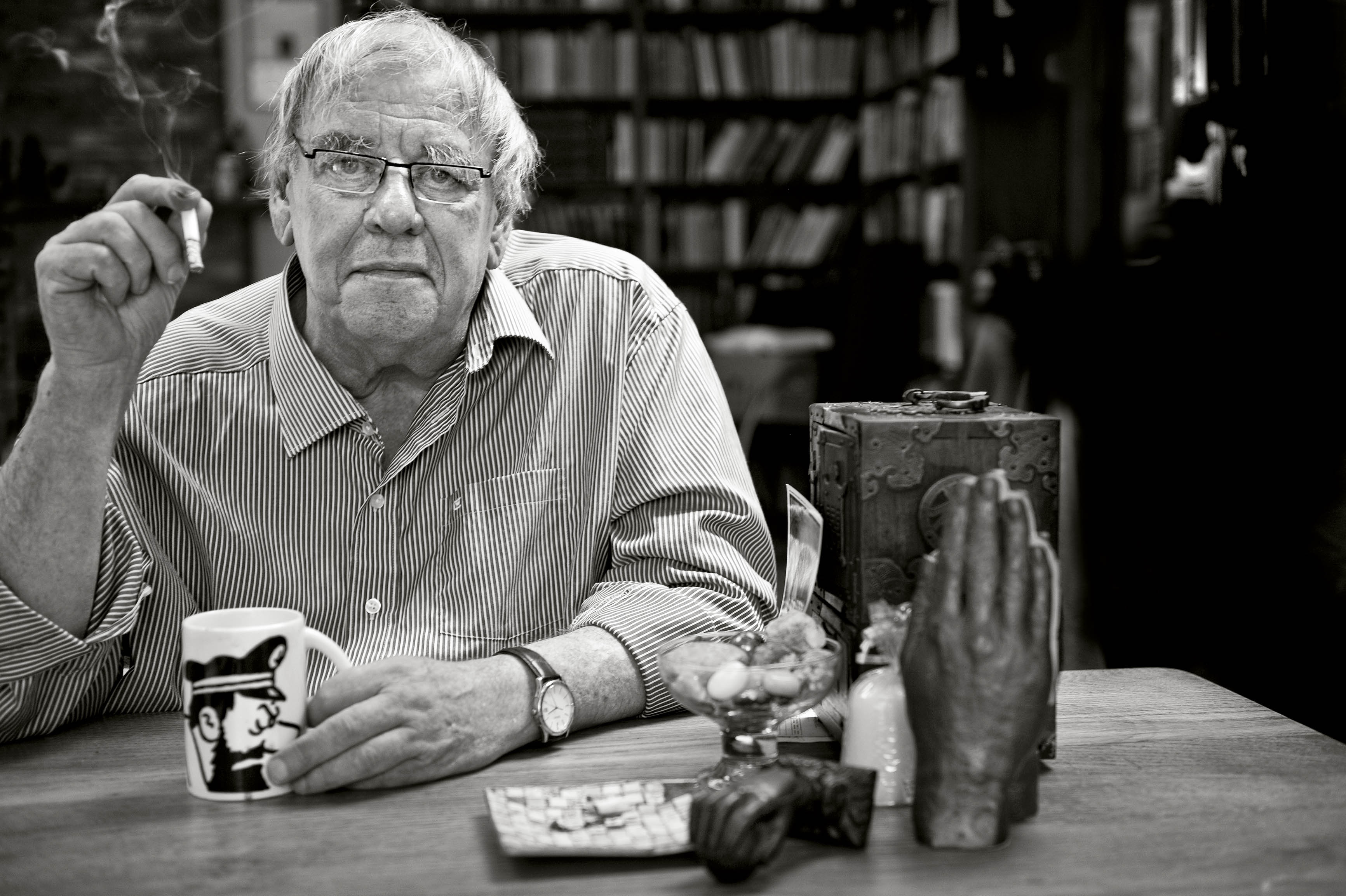
Jeroen Brouwers

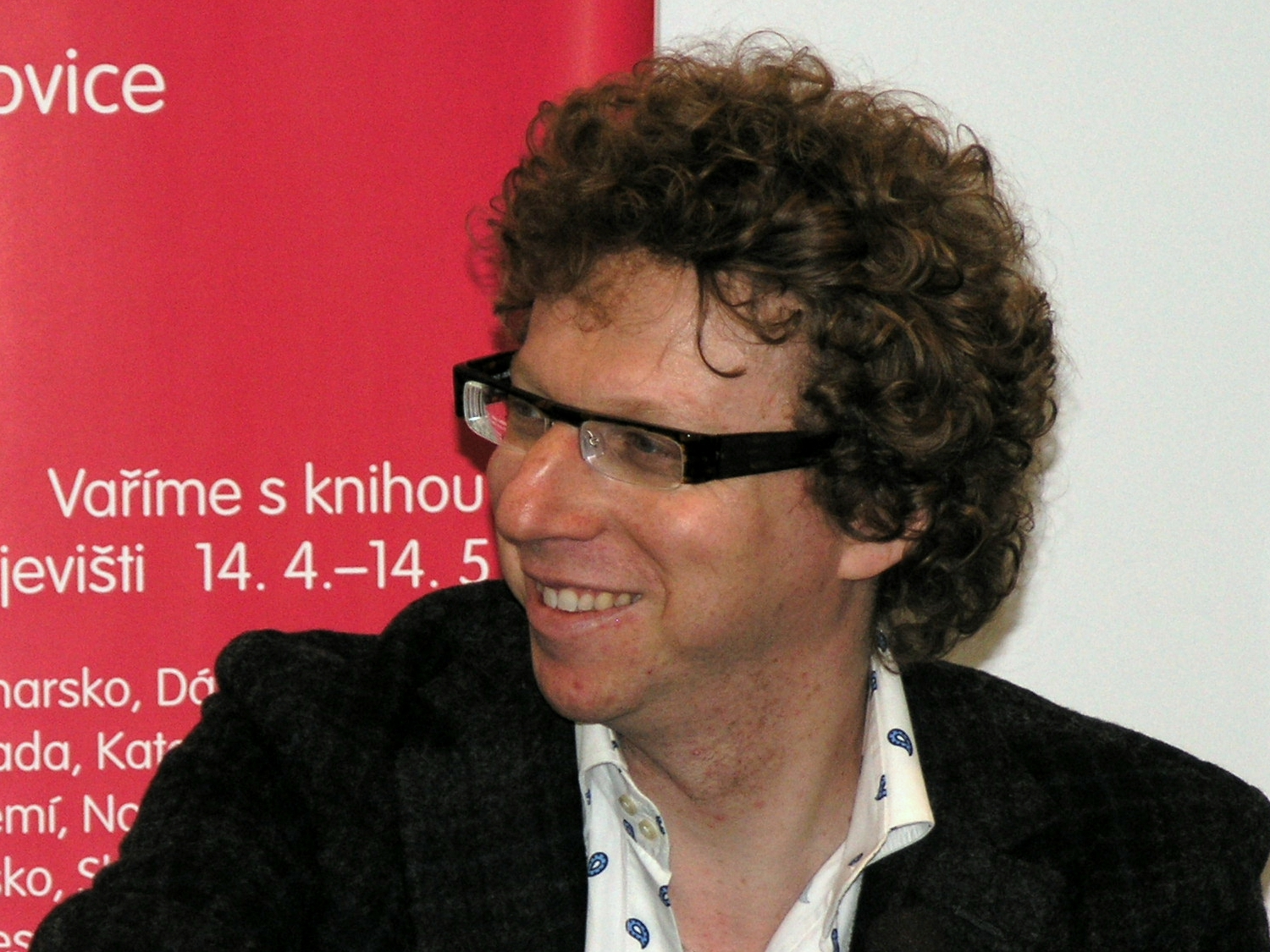
Arnon Grunberg

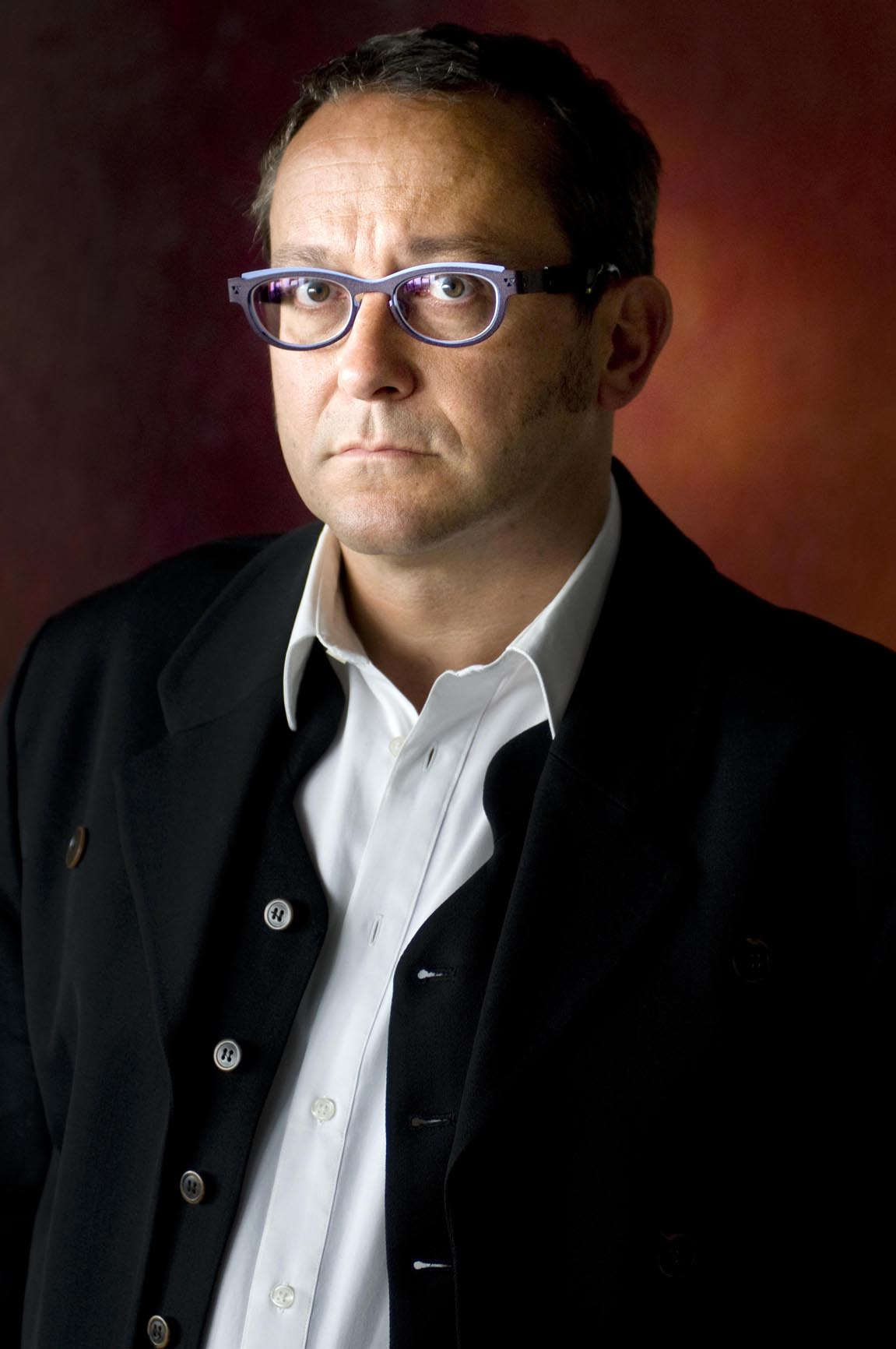
Tom Lanoye, 2008

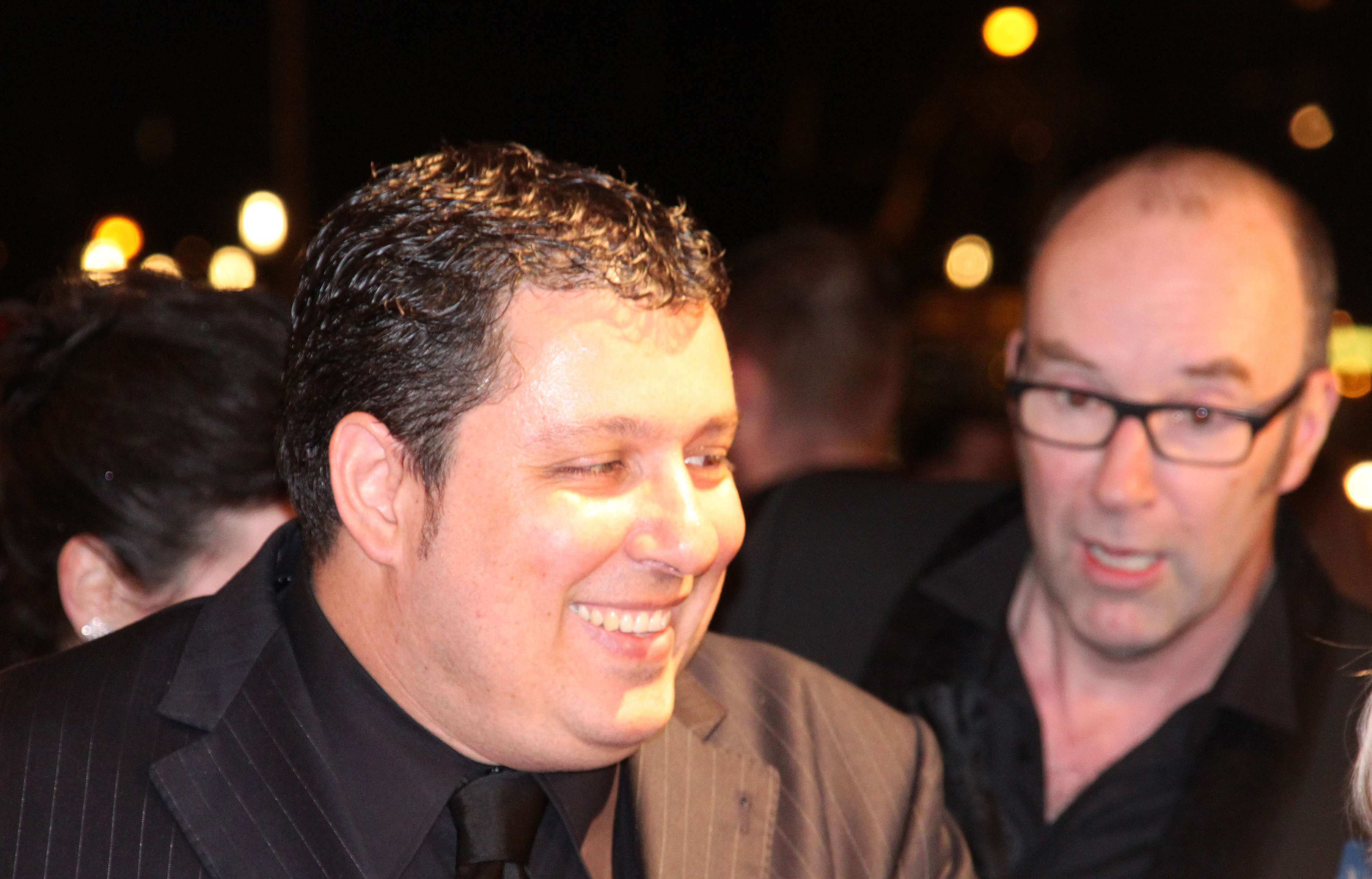
Robert Vuijsje (im Vordergrund), 2010

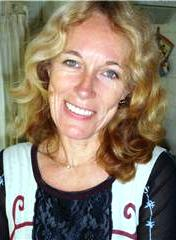
Patricia De Martelaere

  - Belletristik: Adriaan van Dis – Indische Duinen
  - Kinder- und Jugendliteratur: Anne Provoost – Vallen
  - Sachbuch: Jeroen Brouwers – Vlaamse Leeuwen

- 1996
  - Belletristik: Guido van Heulendonk – Paarden Zijn Ook Varkens
  - Kinder- und Jugendliteratur: Anton Quintana – Het Boek van Bod Pa
  - Sachbuch: Joris van Parys – Frans Masereel, een biografie

- 1997
  - Belletristik: A.F.Th. van der Heijden – Het Hof van Barmhartigheid & Onder het Plaveisel het Moeras
  - Kinder- und Jugendliteratur: Joke van Leeuwen – Iep!
  - Sachbuch: Elsbeth Etty – Liefde is Heel het leven

- 1998
  - Belletristik: Marcel Möring – In Babylon
  - Kinder- und Jugendliteratur: Peter van Gestel – Mariken
  - Sachbuch: Leonard Blussé – Bitters Bruid

- 1999
  - Belletristik: Geerten Meijsing – Tussen Mes en Keel
  - Kinder- und Jugendliteratur: Rita Verschuur – Jubeltenen
  - Sachbuch: Gerrit Komrij – In Liefde Bloeyende

- 2000
  - Literaturpreis: Peter Verhelst – Tongkat
  - Jugendliteraturpreis: Toon Tellegen – De Genezing van de Krekel
  - Leserjurypreis: Tom Lanoye – Zwarte Tranen

- 2001
  - Literaturpreis: Jeroen Brouwers – Geheime kamers
  - Jugendliteraturpreis: Bart Moeyaert, Gerda Dendooven und Filip Bral – Luna van de boom
  - Leserjurypreis: Jeroen Brouwers – Geheime kamers

- 2002
  - Literaturpreis: Arnon Grunberg – De Mensheid Zij Geprezen
  - Jugendliteraturpreis: Bas Haring – Kaas & de evolutietheorie
  - Leserjurypreis: Peter Verhelst – Memoires van een Luipaard

- 2003
  - Literaturpreis: Tom Lanoye – Boze Tongen
  - Jugendliteraturpreis: Floortje Zwigtman – Wolfsroedel
  - Leserjurypreis: Tom Lanoye – Boze Tongen

- 2004
  - Literaturpreis: Hafid Bouazza – Paravion
  - Jugendliteraturpreis: Martha Heesen – Toen Faas niet thuiskwam
  - Leserjurypreis: Chris De Stoop – Zij kwamen uit het Oosten

- 2005
  - Literaturpreis: Frank Westerman – El Negro en ik
  - Jugendliteraturpreis: Guus Kuijer – Het boek van alle dingen
  - Leserjurypreis: Patricia De Martelaere – Het onverwachte antwoord

- 2006
  - Literaturpreis: Henk van Woerden – Ultramarijn
  - Jugendliteraturpreis: Floortje Zwigtman – Schijnbewegingen
  - Leserjurypreis: Stefan Brijs – De engelenmaker

- 2007
  - Literaturpreis: Arnon Grunberg – Tirza
  - Jugendliteraturpreis: Marjolijn Hof – Een kleine kans
  - Leserjurypreis:  Dimitri Verhulst – De helaasheid der dingen

- 2008
  - Literaturpreis: Marc Reugebrink – Het Grote Uitstel
  - Jugendliteraturpreis: Sabien Clement, Mieke Versyp und Pieter Gaudesaboos – Linus
  - Leserjurypreis: Jeroen Brouwers – Datumloze dagen

- 2009
  - Literaturpreis: Robert Vuijsje – Alleen maar nette mensen
  - Leserjurypreis: Pia de Jong – Lange dagen
  - Shortlist (außer Preisträger): Jan Van Loy – De heining, P.F. Thomése – Nergensman, Christiaan Weijts – Via Cappello 23
  - Jugendliteraturpreis: Peter Verhelst – Het geheim van de keel van de nachtegaal (Illustrationen: Carll Cneut)
  - Jugendleserpreis: Els Beerten – Allemaal willen we de hemel
  - Shortlist Jugend (außer Preisträger): Harm de Jonge & Fiel Venius – Tjibbe Tjabbes’ wereldreis, Joke van Leeuwen – Een halve hond heel denken, Jaap Robben & Benjamin Leroy – Zullen we een bos beginnen?

- 2010

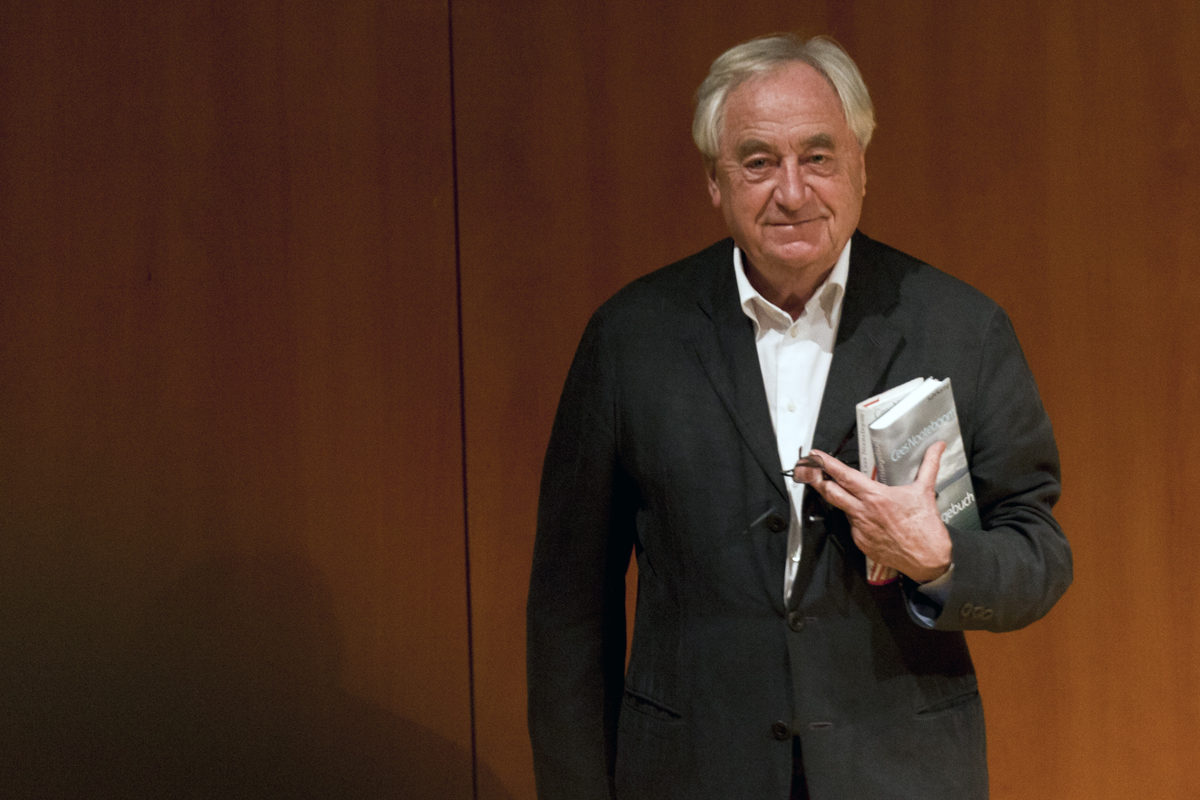
Cees Nooteboom am 17. März 2011 in Köln

  - Literaturpreis: Cees Nooteboom – ’s Nachts komen de vossen
  - Leserjurypreis: Tom Lanoye – Sprakeloos
  - Shortlist (außer Preisträger): Arnon Grunberg – Kamermeisjes & soldaten, Mensje van Keulen – Een goed verhaal, Thomas Rosenboom – Zoete mond
  - Jugendliteraturpreis: Ditte Merle – Wild Verliefd
  - Jugendleserpreis: Marita de Sterck – De hondeneters
  - Shortlist Jugend (außer Preisträger): Peter Van Olmen – De kleine Odessa, Wouter van Reek – Keepvogel. Het diepste gat, Marije Tolman & Ronald Tolman – De boomhut

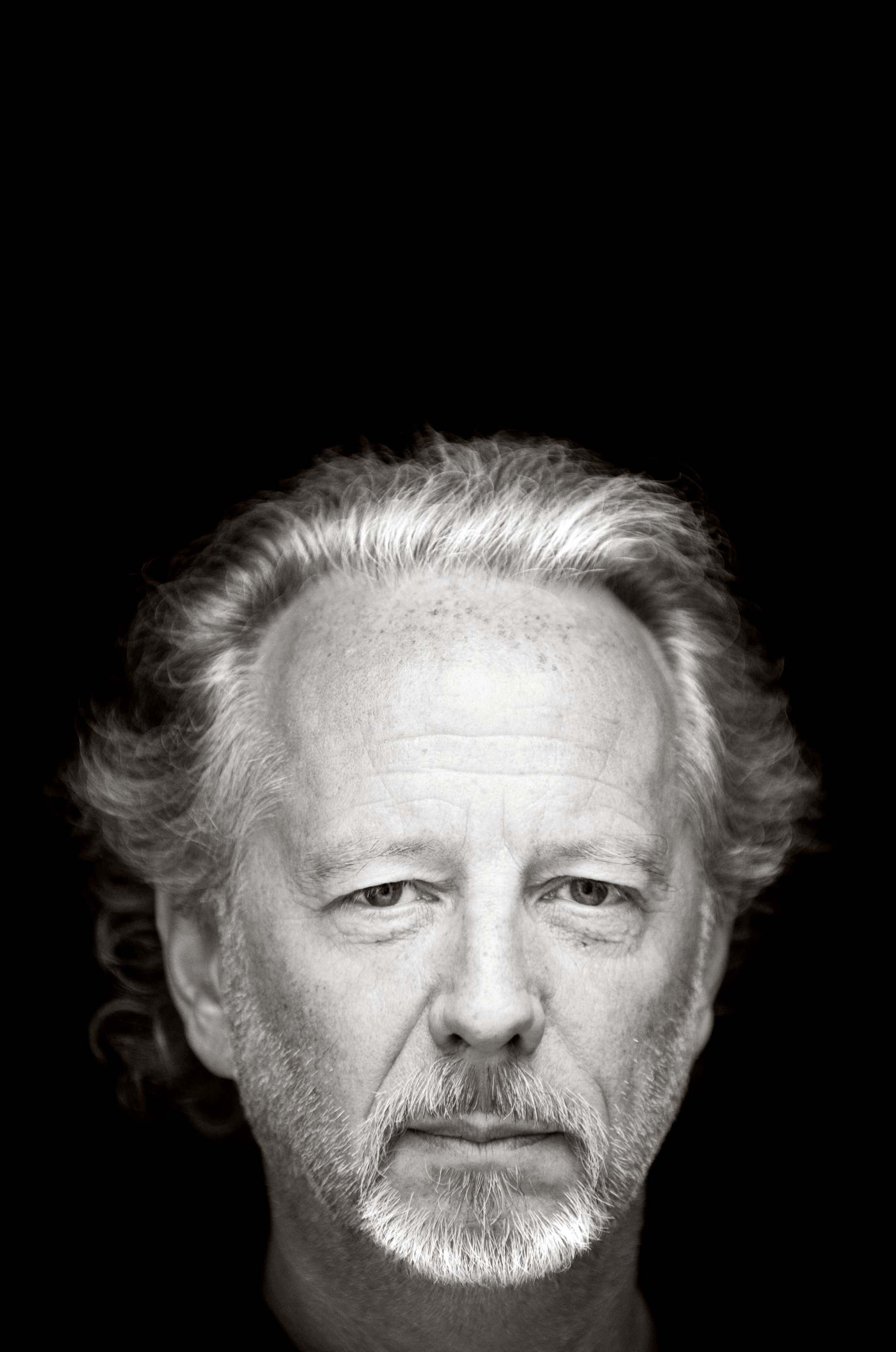
Stefan Hertmans (2010)

- 2011 – Finanzierungskrise, keine Preisvergabe

- 2012 – De Gouden Boekenuil (2012–2015)[3]
  - Literaturpreis: David Pefko – Het voorseizoen
  - Leserjurypreis: Stephan Enter – Grip
  - Shortlist (außer Preisträger): Jeroen Brouwers – Bittere bloemen, Herman Koch – Zomerhuis met zwembad, Dimitri Verhulst – Monoloog van iemand die het gewoon werd tegen zichzelf te praten

- 2013
  - Literaturpreis: Oek de Jong – Pier en oceaan
  - Leserjurypreis: Tommy Wieringa – Dit zijn de namen
  - Shortlist (außer Preisträger): Arnon Grunberg – De man zonder ziekte, Marja Vuisje – Ons kamp, Peter Terrin – Post Mortem

- 2014[4]

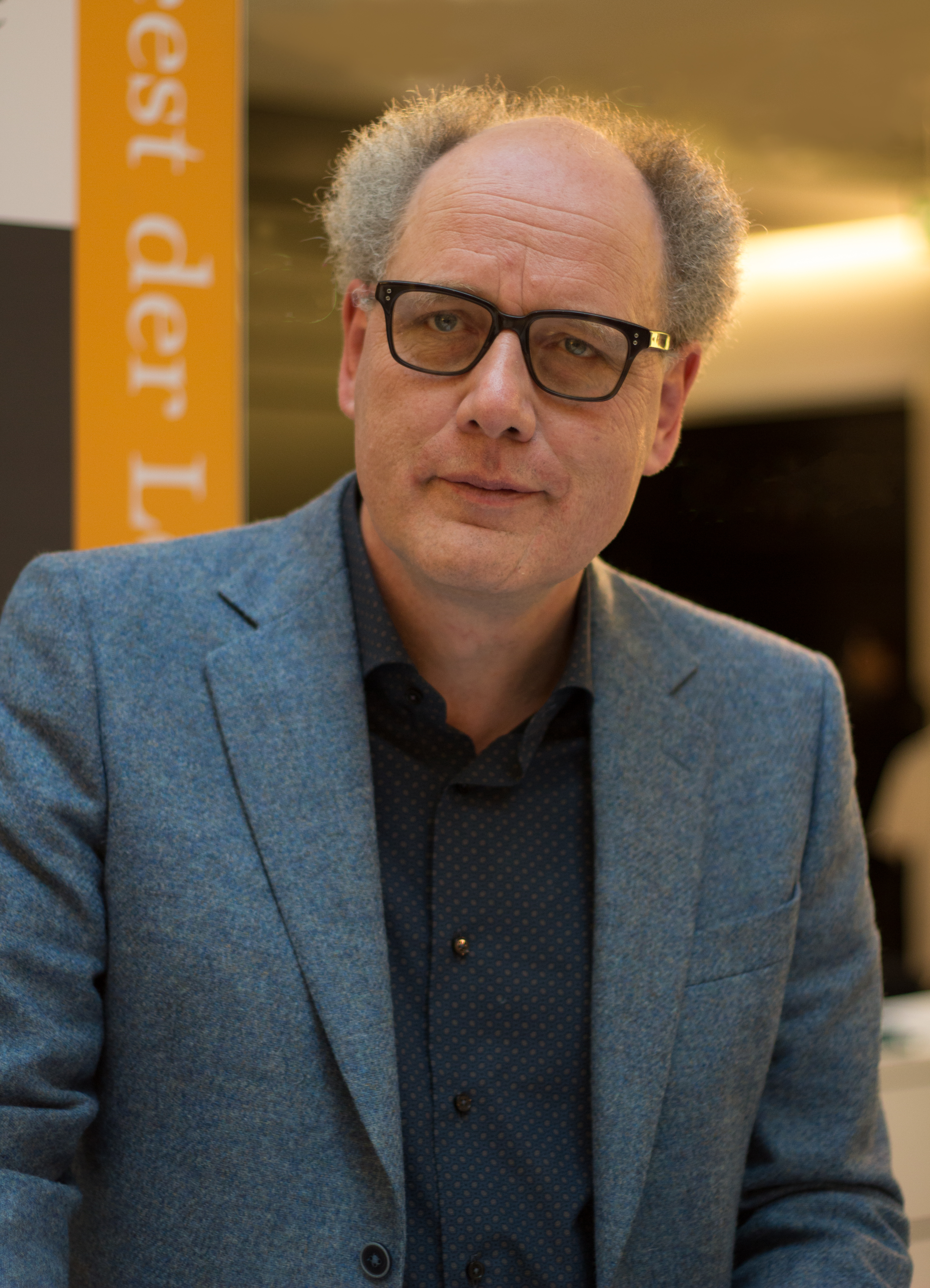
P.F. Thomése, 2015

  - Literaturpreis: Joost de Vries – De republiek
  - Leserjurypreis: Stefan Hertmans – Oorlog en terpentijn
  - Shortlist (außer Preisträger): Jan Brokken – De vergelding, Jamal Ouariachi – Vertedering, Ilja Leonard Pfeijffer – La Superba

- 2015
  - Literaturpreis: Mark Schaevers – Orgelman
  - Leserjurypreis: Niña Weijers – De consequenties
  - Shortlist (außer Preisträger): Jeroen Brouwers – Het Hout, Joest de Vries – Vechtmenoires, Rob van Essen – Hier wonen ook mensen

- 2016 – Fintro-Literaturpreis (ab 2016)
  - Literaturpreis: Hagar Peeters – Malva (Verlag De bezige Bij, Amsterdam 2015, ISBN 9789023492665)
  - Leserjurypreis: Pieter Frans Thomése – De Onderwaterzwemmer (Verlag Atlas Contact, Amsterdam 2015, ISBN 9789025444310)
  - Shortlist (außer Preisträger): Stephan Enter – Compassie, Inge Schiperoord – Muidhond, Connie Palmen – Jij zegd het

- 2017
  - Literatur- und Leserjurypreis: Jeroen Olyslaegers

## Belege
1. ↑  Gouden wat? (Memento des Originals vom 14. Juli 2014 im Internet Archive)  Info: Der Archivlink wurde automatisch eingesetzt und noch nicht geprüft. Bitte prüfe Original- und Archivlink gemäß Anleitung und entferne dann diesen Hinweis., De Gouden Boekenuil Webpräsenz, abgerufen am 5. Juli 2014.
2. ↑   De Gouden Boekenuil winners (Memento des Originals vom 10. Juli 2014 im Internet Archive)  Info: Der Archivlink wurde automatisch eingesetzt und noch nicht geprüft. Bitte prüfe Original- und Archivlink gemäß Anleitung und entferne dann diesen Hinweis., De Gouden Boekenuil Webpräsenz, abgerufen am 5. Juli 2014.
3. ↑  Van Uil naar Boekenuil (Memento des Originals vom 14. Juli 2014 im Internet Archive)  Info: Der Archivlink wurde automatisch eingesetzt und noch nicht geprüft. Bitte prüfe Original- und Archivlink gemäß Anleitung und entferne dann diesen Hinweis., De Gouden Boekenuil Webpräsenz, abgerufen am 5. Juli 2014
4. ↑   De Gouden Boekenuil 2014 gaat naar... (Memento des Originals vom 10. Juli 2014 im Internet Archive)  Info: Der Archivlink wurde automatisch eingesetzt und noch nicht geprüft. Bitte prüfe Original- und Archivlink gemäß Anleitung und entferne dann diesen Hinweis., De Gouden Boekenuil, abgerufen am 5. Juli 2014.